# Гіпоцентавр (герб)
Гіпоцентавр (Гіпокентавр, Китаврус (Китоврас), Довшпрунг, пол. Hippocentaurus, Hipocentaurus, Hipocentaur, Kitaurus) — шляхетський промовистий герб литовського походження. Являє собою зображення кентавра — геральдична фігура, в якої голова, груди й руки чоловічі, а інші частини тіла кінські. В загальноприйнятій формі, відомій з XVI ст., у кентавра замість хвоста — змія, в голову якої він цілиться з лука.

## Опис
В центрі синього щита образ срібного коня на зеленій траві, у якого голова, груди і руки людини: замість хвоста — паща дракона, якого вражає стріла, випущена з лука руками самої ж тварини. Клейнод: три страусині пера. Намет синій, підбитий сріблом. 
Інший опис герба: крокуючий гіпоцентавр, з повернутою вліво головою, з лука натягнутого спрямовує стрілу в хвоста, що утворює голову вужа (змії). У клейноді, над шоломом з короною, три страусині пера. 
Опис авторства графа Куропатницького: На щиті має бути половина чоловіка нагого від голови по пояс; від пояса кінь, замість хвоста вуж, з піднятою головою до цього чоловіка. Чоловік обернений до вужа й стріляє стрілою, з натягнутого лука обома руками, в пащу вужа, однак ще з лука стріла не випущена. В шоломі три пера страусині, колір поля невідомий.

## Історія

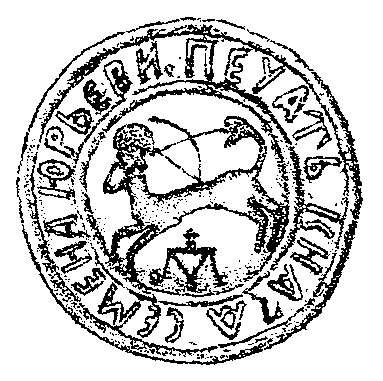
Малюнок печатки князя Семена Юрійовича Гольшанського початку 16 ст. (малюнок з кінця 19-го)

За легендою про Палемона, герб Гіпоцентавр був перенесений з Італії особами, що втікали в Литву під час війни Цезаря з Помпеєм. Старший з них був князь Довшпрунг, прибулий до Литви з князем Палемоном, родоначальником, як вважають, литовських князів. Тому вони спочатку і вживали цей герб. До князів цього герба легенда відносить не тільки міфічних Гольшу, Гедруса та інших, але й цілий ряд без сумніву історичних постатей, зокрема й великого князя Литовського Тройдена. 
Найбільш ранні зображення герба розміщені на печатках князів Семена Івановича Лютого (1422, 1433 роки) та Михайла Івановича Гольшанських (1422 р.), коли печатки двох братів з роду князів Гольшанських були прикріплені до документів Мельнського миру. Самі ж Гольшанські, як і князі Гедройці, виводили свої роди від князя Довспрунка.

## Роди
Нижченаведений перелік родів не є остаточним. Повного списку родин, що користувались гербом Гіпоцентавр, ніколи не існувало. 
Александровичі (Aleksandowicz). 
Бахузи (Bachuz), Бахчі (в одн.- Бахча) (Bachcza), Бортки (Bortko). 
Вітторти (Wittort), Войни (в одн. - Войн) (Wojn), Воложинські (Wołożyński), Вяземські (або Вязенські) (Wiazemski, Wiaziemski lub Wiazeński).
Ґалаґани (Gałagan), Гедговди (Gedgowd), Гедговти (Giedgowt), Гедовти (Giedowt), князі Гедройці (Giedroyć), Гедрусі (в одн. - Гедрусь) (Giedruś), Гезговти (Giezgowt), Гецевичі (Giecewicz), Гечевські (Gieczewski), Гнівіл(л)и (Ginwił(ł)), Ґоґулі (в одн. - Ґоґуль) (Gogul), Гойтуси (Goitus, Gojtus), князі Гольшанські (Holszański), Горностаї (або Горностайські) (Hornostaj, Hornostajski), Гуриновичі (Hurynowicz). 
Даннемарки (Dannemark), Дидзелі (або Дидзюлі; в одн. - Дидзель, Дидзюль) (Dydziel lub Dydziul), Довмонти (Dowmont), Довмонти-Сесицькі (Dowmont-Siesicki), Доршпрунги (Dorszprung), Дубравські (Dubrawski), Дубровицькі (або Дубровницькі) (Dubrowicki lub Dubrownicki).
Еймунтовичі (Ejmuntowicz, Eymuntowicz), Еймутовичі (Ejmutowicz).
Ждани (Żdan), Ждановичі (Żdanowicz), Живибунти (Żywibunt), Жуховичі (Żuchowicz). 
Здановичі (Zdanowicz), Зивибунти (Зивібунти) (Zywibunt), Зуховичі (Zuchowicz). 
Каменські (Kamieński), Катанки (Katank), Козловичі (Kozłowicz), Конюговичі (Konjugowicz), Кульвеці (Kulwiec, Kulwieć), Кульвіоцькі (Kulwiocki).
Лебедзьовські (Lebiedziowski), Ліцкевичі (Lickiewicz), Лютики (Lutyk), Лютини (Lutyn). 
Мецецькі (Mieciecki), Мецінські (Mieciński), Мізгайлли (в одн. - Мізгайлло) (Mizgayłło), Міцкевичі (Mickiewicz), Міцковичі (або Міцки) (Mickowicz, Micko).
Нелюби (Nielub). 
Остиковичі (або Остики) (Ostykowicz, Ostyk).
Палішевські (Paliszewski), Пласковські (Płaskowski), Полевичі (Polewicz), Полевичі-Ямонти (Polewicz-Jamont), Пукелевичі (Pukielewicz). 
Ракевичі (Rakiewicz), Римдзевичі (Rymdziewicz), Родкевичі (Rodkiewicz), Руйкевичі (Rujkiewicz, Ruykiewicz), Рукевичі (Rukiewicz), Руковичі (Rukowicz), Руткевичі (Rutkiewicz), Руткевичі-Довмонти (Rutkiewicz-Dowmont), Рутковські (Rutkowski).
Свірські (Świrski), Сесицькі (Siesicki), Солов'ї (Sołowiej, Sołowiey), Соломеї (Sołomiej), Соломіни (Sołomin), Стравінські (Strawiński), Сухти (Suchta).
Шавельські (Szawelski), Шеміати (Шемяти) (Szemiat), Шеміоти (Szemiot), Шеміотовичі (Szemiotowicz), Шерейковичі (або Шерейки) (Szerejkowicz, Szerejko), Шоломицькі (Szołomicki).
Тальмонти (або Тальмонтовичі) (Talmont, Talmontowicz), Трабські (Trabski). 
Урмовські (Urmowski), Утенушовичі (Утенусовичі) (Utenus(z)owicz). 
Юражиці (Jurażyc). 
Ямонти (Ямонтовичі) (Jamont, Jamontt, Jamontowicz). 

## Відомі носії
Видатні представники української шляхти цього герба:
- Горностай Оникій
- Ґалаґан Гнат Іванович
- Ґалаґан Григорій Гнатович
- Ґалаґан Григорій Павлович

## Галерея

Герб Гольшан
Герб Старих Доріг
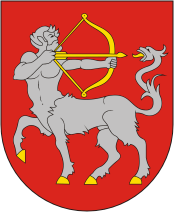
Герб Сесікая
Герб гміни Лютомерськ